# Schefflera cordata
Schefflera cordata är en araliaväxtart som först beskrevs av Paul Hermann Wilhelm Taubert, och fick sitt nu gällande namn av David Gamman Frodin och Pedro Fiaschi. Schefflera cordata ingår i släktet Schefflera och familjen araliaväxter. Inga underarter finns listade.